# Mogami (řeka)
Mogami (japonsky 最上川 [Mogamigawa]) je řeka na ostrově Honšú v Japonsku. Protéká prefekturou Jamagata. Je 216 km dlouhá. Povodí má rozlohu 7400 km².

## Průběh toku
Vzniká soutokem několika zdrojnic, které pramení v horách Iide a ve výběžcích jižního konce hřbetu Óu. Protéká dnem mezihorské kotliny Jamagata. Na dolním toku protíná výběžky hor Asahi a Dewa a protéká přímořskou nížinou. Ústí do Japonského moře u města Sakata (酒田市).

## Vodní stav
Průměrný průtok vody činí přibližně 250 m³/s. Nejvyšší je v zimě a na jaře, naopak nízký je v létě.

## Využití
Využívá se na zavlažování a to především rýžových polí.